# Paladilhia pleurotoma
Paladilhia pleurotoma é uma espécie de gastrópode  da família Hydrobiidae.
É endémica de França.